# Elisabeth Eichholz

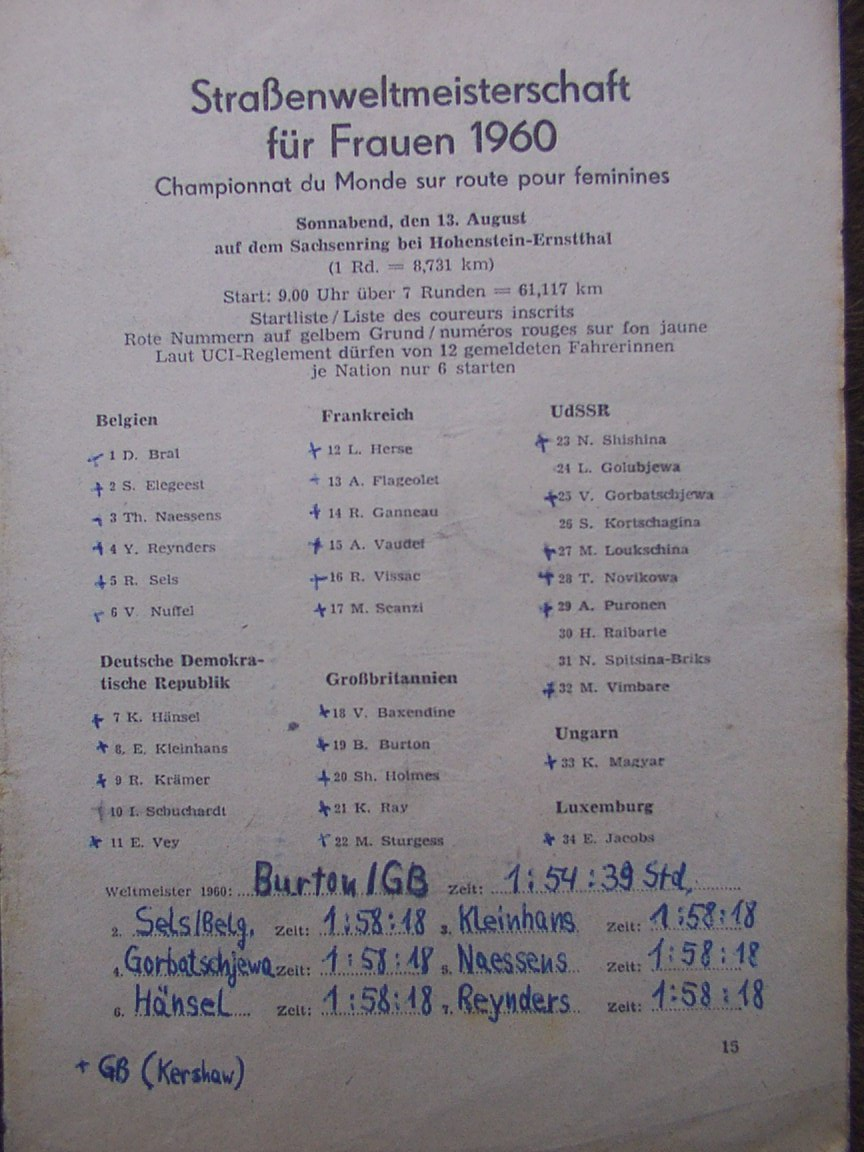
Starterliste von der Rad-WM 1960

Elisabeth Eichholz (* 12. November 1939 als Elisabeth Kleinhans in Wolmirstedt; † 19. August 2022) war eine deutsche Radrennfahrerin, die für die DDR startete. 1965 wurde sie als erste Deutsche Straßenweltmeisterin.

## Sportliche Laufbahn
Elisabeth Kleinhans wuchs in Loitsche auf, wo ihre Eltern in der Landwirtschaft tätig waren, und begann im Herbst 1958 mit dem Radsport. Ihre ersten Rennen bestritt sie schon im darauffolgenden Jahr für die Betriebssportgemeinschaft Lokomotive Magdeburg. 1959 gewann sie das für Frauen ausgeschriebene Rund um Berlin vor ihrer langjährigen Konkurrentin Elfriede Vey. Mit Rund um Sebnitz und Rund um die Hainleite siegte sie 1960 bei zwei weiteren traditionsreichen deutschen Rennen.
Im Vorfeld der Rad-WM 1960 wurde die 1,60 Meter große Elisabeth Kleinhans zum SC Leipzig delegiert und mit anderen Spitzenfahrern vom früheren Radrennfahrer Otto Busse in einen auf die Weltmeisterschaft zielenden Kader zusammengezogen, was ihre weitere Entwicklung positiv beeinflusste. Bei der Weltmeisterschaft auf dem Sachsenring bei Hohenstein-Ernstthal errang sie die Bronzemedaille. Im folgenden Jahr bestätigte sie ihre Klasse mit einem siebten Platz bei der WM in Douglas auf der Isle of Man. Ab 1962 erhielten DDR-Sportler keine Ausreisevisa in das westliche Ausland, sodass sie erst 1965 in San Sebastian wieder an einer Weltmeisterschaft teilnehmen konnte, wo sie Weltmeisterin wurde. 1961 war sie zum ersten Mal DDR-Meisterin im Straßenrennen geworden. 1962, 1963 und 1965 gewann sie den Titel erneut. 1962 und 1963 holte sie den Titel in der Einerverfolgung sowie 1964 im Zeitfahren auf der Bahn.  siegte sie in der Eileen-Gray-Trophy in London. 1966 wurde sie im Rahmen der DDR-Meisterschaften im Bahnradsport vom Leistungssport verabschiedet.

## Nach dem Radsport
1963 heiratete die Sportlerin den Leipziger Radrennsportler Dieter Eichholz. 1966 beendete sie ihre Karriere, weil ihr Sohn zur Welt kam. Nach dem Babyjahr begann die gelernte Industrieschneiderin ein Fernstudium zur „Erzieherin mit Lehrbefähigung“ und arbeitete danach als Lehrausbilderin in einem Leipziger Bekleidungswerk. Anschließend war sie bis 1998 als Lehrerin für Sport und Schulgarten in Schönebeck tätig. 2020 wurde sie zur Würdigung ihrer Leistungen als Radsportlerin in die Bundes-Ehren-Gilde des Bundes Deutscher Radfahrer aufgenommen.